# Spasivka, Horodok
Spasivka (în ucraineană Спасівка) este un sat în comuna Kameanka din raionul Horodok, regiunea Hmelnîțkîi, Ucraina.

## Demografie
Componența lingvistică a localității Spasivka
     Ucraineană (99,14%)
     Alte limbi (0,86%)
Conform recensământului din 2001, majoritatea populației localității Spasivka era vorbitoare de ucraineană (99,14%), existând în minoritate și vorbitori de alte limbi.